# Kościół Najświętszej Trójcy w Zielonej Górze
Kościół pw. Najświętszej Trójcy (dawniej Wszystkich Świętych)– rzymskokatolicki kościół parafialny należący do dekanatu Zielona Góra – Podwyższenia Krzyża Świętego diecezji zielonogórsko-gorzowskiej. Kościół znajduje się w dawnej wsi Ochla, od 2015 roku znajdującej się w granicach Zielonej Góry.

## Historia
Jest to świątynia wzmiankowany już w 1376 roku w tzw." Obwieszczeniu Awiniońskim". Wybudowano ją zapewne na przełomie XIII i XIV wieku. Kościół jest położony na terenie dawnej Górnej Ochli. Wnętrze kościoła jest prostokątne, w bryle świątyni jest wyodrębnione prezbiterium, zamknięte trójbocznie. Do budowy użyto kamienia polnego i rudy darniowej. Do kościoła dobudowano w XVII wieku kamienną kruchtę. Dawniej świątynia była otoczona kamiennym murem z bramą oraz cmentarzem katolickim.
W latach 1525–1654 budowla należała do protestantów. W 1631 roku stacjonujący we wsi oddział wojsk szwedzkich podpalił świątynię. Po pożarze został zmieniony kształt jej dachu oraz stropu. Po kolejnych remontach (głównie w 1976 roku), budowla utraciła swój wystrój wnętrz w stylu barokowym. W 1982 roku została dobudowana wieża, a w 1985 roku dach został nakryty aluminiową blachą.